# Цифрова абонатна линия
Digital Subscriber Line (Цифрова абонатна линия) за кратко DSL (ди-ес-ел) е фамилия от технологии за цифрова връзка по обикновена телефонна линия, с които се предават данни със скорост над 1,5 Mbps на разстояние ~ 7,5 km.

## Видове модеми
DSL модемът е вид модем за свързване на персонален компютър (PC) към интернет. DSL модемите са предназначени за използване с висока скорост на DSL връзки. DSL връзките са много по-бързи, отколкото Dial-Up интернет връзки. В допълнение към по-голямата скорост, DSL услугата позволява на потребителя едновременно с достъпа до интернет да говори по телефона.
Съвременните HDSL модеми позволяват предаване на данни със скорост 2 Mb на разстояние до 15 км по кабел МКБ (Високочестотни чифтове) и използват различни абонатни интерфейси – G703, V35, X21, Ethernet и др. Възможно е дистанционно захранване на далечния модем, наблюдение на различни параметри на линията, дистанционни настройки и др.
SDSL се различава от HDSL по това, че работи по един кабелен чифт. Може да има различни абонатни интерфейси. Разпространени са модеми на фирмата Schmid – моделите Watson2, Watson3, Watson4 и Watson5, като 2 и 3 работят по 2 чифта, а 4 и 5 работят по един чифт. Watson модемите се настройват като „master“ и „slave“. От „master“ модемът дистанционно може да се получи достъп до „slave“ модема и да се направят желаните настройки.
DSL модем, който е асиметричен (ADSL модем), предоставя услуга, която е подобна на тази, предоставяна от Dial-Up модемите, с изключение на скоростта. Все пак, има някои съществени различия в настройката и технологичното изпълнение на DSL модемите. Например Dial-Up модемите често, но невинаги, са инсталирани в компютъра, докато DSL модемите обикновено са външни и се свързват с компютъра чрез USB или Ethernet порт.
Има DSL модеми, които са предназначени за използване и с двата вида портове. Повечето експерти препоръчват използването на порт Ethernet, защото връзката е значително по-добра.
Един Ethernet DSL модем позволява повече от един компютър да ползват една и съща връзка с интернет. Използваният рутер трябва да е в състояние да преобразува мрежовите адреси (NAT). От друга страна, USB модемите се препоръчват за употреба само с един компютър. Обикновено модем, свързан чрез USB порта, не може да се съчетае с рутер.
DSL модемите могат да бъдат закупени от електронни, компютърни и универсални магазини. Те се предлагат и онлайн и често се продават с необходимите кабели, електрозахранване, както и филтри в един комплект. Филтърът, включен в комплекта на DSL модема, се нарича нискочестотен филтър. Той се използва за да се избегнат смущения при телефонните разговори от паралелно протичащия обмен на данни.